# Museo Acatushun
El Museo Acatushun de aves y mamíferos marinos australes es un museo de historia natural de Ushuaia, provincia de Tierra del Fuego, en Argentina.
Está ubicado en la estancia Harberton a 85 km de Ushuaia, en la margen oeste del canal Beagle. Fue construido entre 1999 y 2000 e inaugurado el 10 de marzo de 2001. 
El vocablo acatushun es de origen yámana; es la palabra que utilizaban los aborígenes para designar a la zona donde está emplazado el museo. 
Su objetivo es promover la investigación de la biología y patología de aves marinas y mamíferos marinos. Los especímenes fueron colectados mediante relevamientos periódicos de las playas y otras zonas de Tierra del Fuego. 
La exhibición principal consiste en esqueletos de especies de cetáceos, pinnípedos y aves, colgados en las paredes en las que hay pinturas de los animales en tamaño natural realizadas por el artista Gustavo Farrel. Además hay muestras de deformidades óseas, dientes, barbas, aletas y cráneos. Se exhibe la colección del proyecto AMMA (Aves y Mamíferos Marinos Australes) con más de 2800 especímenes de mamíferos marinos y 2300 especímenes de aves. El museo tiene un laboratorio de investigación que es utilizado por naturalistas y estudiantes graduados de las carreras de Biología y Veterinaria que llegan al lugar desde otras localidades. En el exterior hay una dependencia llamada «la casa de los huesos» en la que se realiza la limpieza y preparación de los restos óseos de los especímenes para luego clasificarlos y exhibirlos.  
En 2013 se incorporó a la colección de esqueletos un ejemplar de ballena jorobada que fuera encontrada en la península Ushuaia a mediados de 2012; es el único completo de esa especie de los tres que se exhiben en el museo. 
Hasta 2015, su directora fue Rae Natalie Prosser de Goodall, bióloga especializada en flora y fauna de la región, que fue quien inició la recolección de especímenes en 1976.